# Alexander Rudnay
Alexander Stefan Rudnay de Rudna et Divékujfalu (tiếng Hungary: rudnai és divékujfalusi Rudnay Sándor István; (4 tháng 10 năm 1760 - 13 tháng 9 năm 1831) là Hồng y người Slovakia của Giáo hội Công giáo. Ông bắt đầu với công việc mục vụ của một linh mục quản xứ rồi trở thành Tổng Giám mục của Esztergom rồi thành Hồng y.
Alexander Rudnay sinh ra trong một gia đình quý tộc thấp, có nguồn gốc từ thị tộc Divék của Hungary cổ đại. Cha mẹ ông là András (Andrej) Rudnay,  một thẩm phán và Anna Dőry.  ông học trung học ở Nitra, sau đó là ở Pressburg, triết học ở Trnava, thần học ở Buda và cuối cùng trong đại chủng viện ở Pressburg.
Ông được thụ phong linh mục vào ngày 12 tháng 10 năm 1783, tại Trnava. Tháng 4 năm 1784, ông nhận bằng tiến sĩ thần học. Tháng 1 năm 1785 ông được cử làm tuyên úy đến Častá. Sau đó, ông phục vụ tại Hronský Beňadik, Trnava và Krušovce. Năm 1805 ông mục vụ tại Esztergom.Năm 1806, ông là Hiệu trưởng của Đại chủng viện ở Trnava đồng thời dạy môn thần học. Năm 1808, ông được bổ nhiệm làm giám mục củaTransylvania. Tháng 12 năm 1819, Alexander Rudnay bổ nhiệm làm tổng giám mục của Esztergom và linh trưởng của Hungary.  Theo yêu cầu cá nhân của hoàng đế, ông chuyển ghế năm 1820 từ Trnava đến Esztergom. Ông còn là thành viên của Bảng Lãnh chúa, thư ký của thủ tướng hoàng gia và của Hội đồng bí mật. Ông tôn trọng triều đình ở Vienna và ủng hộ nền văn hóa Slovakia. Năm 1828, Giáo hoàng Lêô XII phong ông là Hồng y.